# Gospodarstvo
Gospodarstvo (privreda), ljudska djelatnost koju čine tri osnovna čimbenika: proizvodnja, potrošnja i razmjena, a može biti samoopskrbno, što je svojstveno plemenskim i nerazvijenim zajednicama, i tržišno gospodarstvo u razvijenim zemljama. 
Gospodarstvo se dijeli na četiri osnovne djelatnosti, a to su:
1. primarne: poljoprivreda, stočarstvo,  ribarstvo i šumarstvo. Primarnom sektoru ubraja se isključivo proizvodnja hrane i neke sirovine za sekundarne djelatnosti.
2. sekundarne: industrija, građevinarstvo, rudarstvo, energetika, brodogradnja i proizvodno obrtništvo. U ovom sektoru zbog naglog razvoja industrije sve je manje zaposlenih jer ruke radnika sve više mijenjaju strojevi.
3. tercijarne: trgovina, promet, ugostiteljstvo, bankarstvo i turizam.
4. kvartarne: obrazovanje, znanost, zdravstvo i kultura.

Kao četvrtu djelatnost treba spomenuti i: kvartarnu, neproizvodnu, (općenito one koje dobivaju plaće iz proračuna), to su školstvo, zdravstvo, policija, uprava.
U tercijalnom sektoru danas je zaposleno više od polovice europskog stanovništva. Sve gospodarske djelatnosti primarnog sektora iskorištavaju prirodne izvore. Najveći dio površina Europa koristi u poljoprivredne svrhe. Šumarstvo je najviše razvijeno u Sjevernoj Europi.
Proučavanjem problematike gospodarstva i gospodarskih kretanja bave se ekonomija i zemljopis. Dok ekonomija proučava djelovanje gospodarskih zakona u okviru neke zemlje, predmet proučavanja ekonomskog zemljopisa su gospodarski prostorni sustavi proizvodnje, razmjene i potrošnje te međuovisnost gospodarstva i stanovništva. 
-za točniju usporedbu dviju država, zaposlenost po sektorima često nije dovoljna, nešto precizniji pokazatelj jest bruto nacionalni proizvod (BNP), obično se izražava u američkim dolarima (USD)